# Trofeo Matteotti 1948
Il Trofeo Matteotti 1948, quarta edizione della corsa, si svolse il 1º maggio 1948 su un percorso di 175 km con partenza e arrivo a Pescara. Riservato alla categoria dilettanti, fu vinto dall'italiano Spartaco Rosati, che completò la prova in 5h00'00" precedendo il connazionale Armando Barducci e il francese José Beyaert.

## Ordine d'arrivo (Top 10)
| Pos. | Corridore         | Squadra           | Tempo    |
| ---- | ----------------- | ----------------- | -------- |
| 1    | Spartaco Rosati   | A.S. Roma         | 5h00'00" |
| 2    | Armando Barducci  | S.S. Gira Bologna | s.t.     |
| 3    | José Beyaert      | Jeunesse Pop.     | s.t.     |
| 4    | Alcide Raffoni    | S.S. Serra        | s.t.     |
| 5    | Fausto Marini     | S.S. Vis Pesaro   | s.t.     |
| 6    | Antonio Medri     | S.S. Gira Bologna | s.t.     |
| 7    | Franco Franchi    | Bar Sportivo      | s.t.     |
| 8    | Bruno Fossa       | A.S. Roma         | s.t.     |
| 9    | Antonio Altieri   | S.S. Libertas     | a 2'50"  |
| 10   | Tullio Caldarelli | S.S. Graziosi     | a 6'30"  |